# Estadio Guillermo Soto Rosa
Het Estadio Guillermo Soto Rosa is een multifunctioneel stadion in Mérida, een stad in Venezuela. Het stadion wordt vooral gebruikt voor voetbalwedstrijden, de voetbalclub Estudiantes de Mérida FC maakte gebruik van dit stadion voordat het naar het Estadio Metropolitano de Mérida verhuisde in 2005. In het stadion is plaats voor 16.500 toeschouwers. Het stadion werd geopend in 1969.